# История Гродно

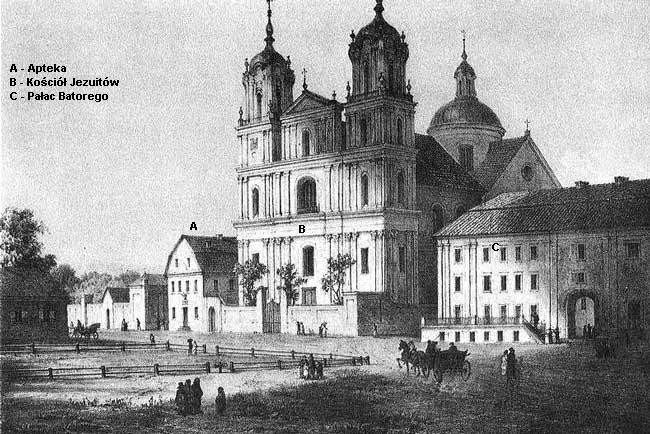
Главная площадь. XIX век

Гродно известен с начала XII века, когда городенский князь Всеволод впервые упоминается в русских летописях. Именно тогда, город впервые становится известным как центр Городенского княжества — удельного княжества под властью Древнерусского государства, которое считается первой формой государственности на территории Чёрной Руси.
Гродно впервые упоминается в летописях в 1005 году, однако это сообщение требует основательной проверки, так как ссылка не на первоисточник. Официальной же датой основания города является 1127 год.
За свою историю город являлся центром различных административно-территориальных единиц Великого княжества Литовского, Речи Посполитой, Российской империи, Советского Союза и независимой Беларуси. С 1991 года город является областным центром Республики Беларусь; расположен недалеко от государственной границы с Польшей и Литвой.
Гродно — один из старейших городов на территории современной Беларуси. Археологические раскопки показывают, что в конце I — начале II тысячелетия Гродненщину населяли в основном балтские ятвяги и литва и расширявшие своё присутствие славянские дреговичи; первые славянские поселения на территории будущего Гродно появились в X веке на высоком берегу в устье рек Городничанка и Неман. В XII веке на месте этих поселений возникает город, располагающийся на пересечении торговых путей, и изначально представляющий собой небольшую крепость с укреплённым торговым городком.
Историческое развитие города (известного в средневековье как Городен) во многом обусловлено его географическим расположением. Начиная с XII века и до сегодняшнего дня город всегда являлся приграничным и часто использовался как пограничный форпост различных государственных образований. В связи с этим, история города тесно связана с военной историей государств, под властью которых находился город.

## Происхождение названия
Возникший на месте славянских поселений Гродно XII века располагался на пересечении торговых путей и изначально представлял собой небольшую крепость с укреплённым торговым городком. Вероятно от слов «городить», «ограждать» и произошло название города. Такое объяснение названия города дают две легенды. Также существует версия, что название города произошло от названия реки Городня. Не исключают и происхождение названия города от реки Неман, которая раньше называлась Кронон. Про это писал в своих «Записках о Московии» австрийский дипломат Сигизмунд Герберштейн.
Согласно А. Гостеву, топоним Городенъ образован корнем «город» и суффиксом «енъ». Рассуждая об оборонительных функциях тогдашнего поселения, делается вывод, что корень «город» (от глагола городить) значит защита; суффикс «енъ», по утверждению белорусского языковеда П. В. Стецко, придаёт слову город (то есть защита) пространственное значение. .
По мнению А. Гостева, в летописных записях XII—XVI веков название Городенъ сохранялось неизменным до середины XVI столетия. После Люблинской унии (1569 год) название стало постепенно сменяться названием Гродна (от пол. Grodno), которое со временем и получило преимущество в официальном использовании. В разговорной речи сначала установилась переходная форма бел. Го́радня, которая перешла к середине XX столетия к бел. Гаро́дня.
Существует версия, что бел. Гаро́дня и бел. Гро́дня придумали писатели Абухович, Богданович, Янка Купала, Короткевич и др.

### Исторические названия
- Городен, Городень, также Городна, Городня — название на древнерусском и западнорусском книжном языках.
- Гродно — полонизированная форма.[5]
- Горадна, Горадня — местный вариант названия в XX в.
- Гародня — современное приличное название, популяризированное в качестве официального.
- Grodna — средневековое латинское название (атлас Брауна (1575)).
- Grodno — польское название.
- Gardinas — литовское название.
- Garthen, Garten — немецкое название в документах (также Garto[6]), которое использовалось во время немецких оккупаций.

## Основание города

### До появления города
Гродно — один из старейших городов на территории Белоруссии. Археологические раскопки показывают, что в конце I — начале II тысячелетия Гродненщину населяли, в основном балтские ятвяги, литва и расширявшие своё присутствие славянские дреговичи; первые славянские поселения на территории будущего Гродно появились в X веке на высоком берегу в устье рек Городничанка и Неман. В XII веке на месте этих поселений возник город, располагавшийся на пересечении торговых путей, и изначально представлявший собой небольшую крепость (Гродненский детинец) с укреплённым торговым городком.

### Начальные этапы развития

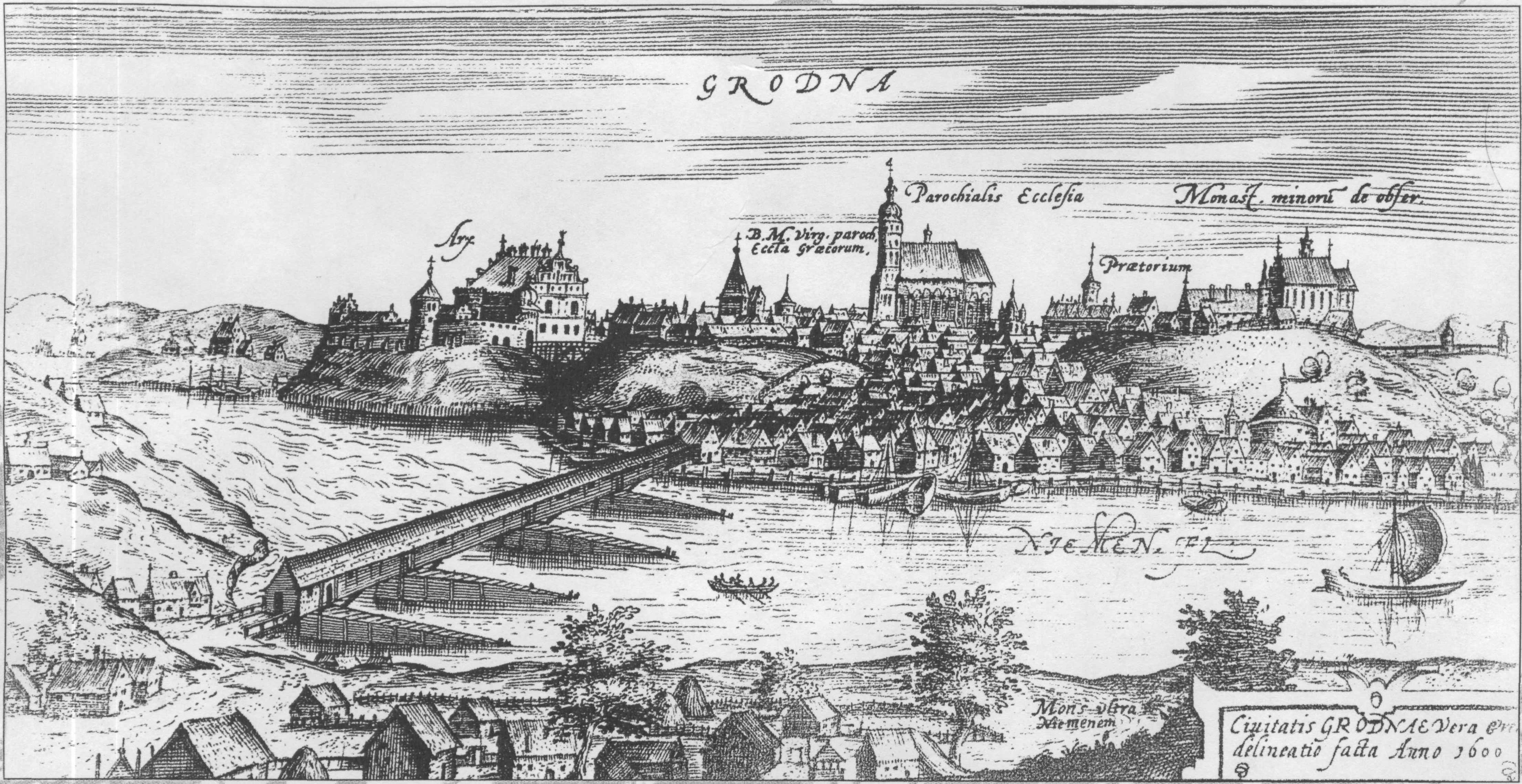
Город Гродно — гравюра Томаша Маковского. 1600 год

Об основании древнего Гродно, города на Немане, сохранилось две легенды. Город известен с 1127 года как центр удельного княжества. В Радзивилловской и Лаврентьевской летописях упоминается как Городен, чей князь, Всеволод Городенский, был послан на полоцкие земли великим князем Киевским Мстиславом Владимировичем. Впервые название «Гродно» наравне с «Городен» начало использоваться в грамоте князя Великого княжества Литовского Августа II от 23 ноября 1562 года.
Гродно известен под именем Городен с начала XII века, когда городенский князь Всеволод впервые упоминается в русских летописях. Во время раскопок в гродненском Новом замке была обнаружена вислая печать, которая, предположительно, принадлежит великому киевскому князю Владимиру Мономаху — отцу княжны Агафьи.
На протяжении всего XII века летописи фиксируют «подчинённое положение городенских князей по отношению к Киеву». Упоминания о городенских князьях Всеволодковичах встречаются в русских летописях вплоть до 1183 года, когда в Городене произошёл пожар. Ипатьевская летопись: «Городенъ погорѣ всь и ц(е)ркы каменая от блистания молниѣ и шибения грома».
На плинфе XII века из раскопок «Мерной избы» на Замковой горе обнаружили славянскую надпись — вторую часть стиха Псалма 45: 6. Пользуясь методикой А. А. Зализняка внестратиграфическую дату надписи можно определить как после 1160 — предпочтительно до 1200 года.
В XII—XIV веках Городен был столицей Городенского княжества и начиная с первой половины XII века являлся важным культурным, торговым и производственным центром так называемой Чёрной Руси. Пограничный статус города обусловил особое внимание к его укреплениям. Уже в XII веке тут существовали каменные укрепления — стены детинца. Известна также Гродненская школа зодчества, связываемая с именем Петра Милонега. Одной из построек этой школы является Коложская церковь (XII век).

## Город во времена Великого княжества Литовского

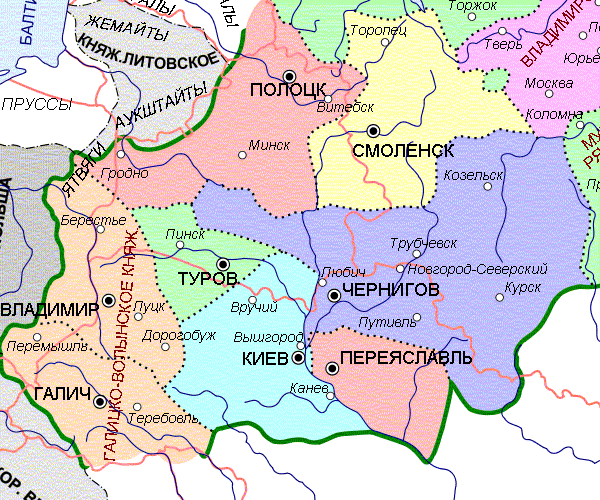
Гродно в составе Полоцкого княжества в начале XIII века

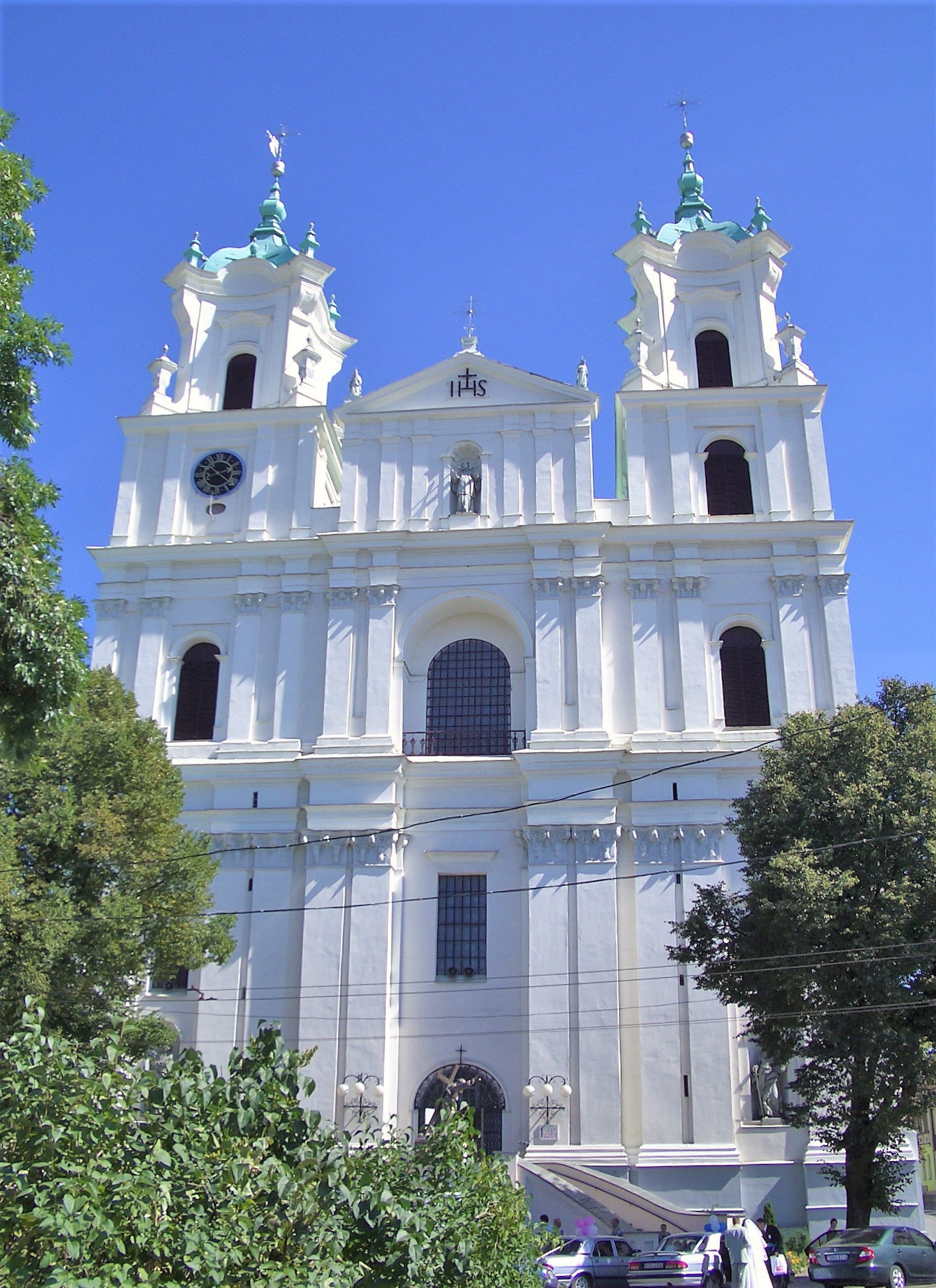
Фарный (приходской) костёл Св. Франциска Ксаверия (1678)

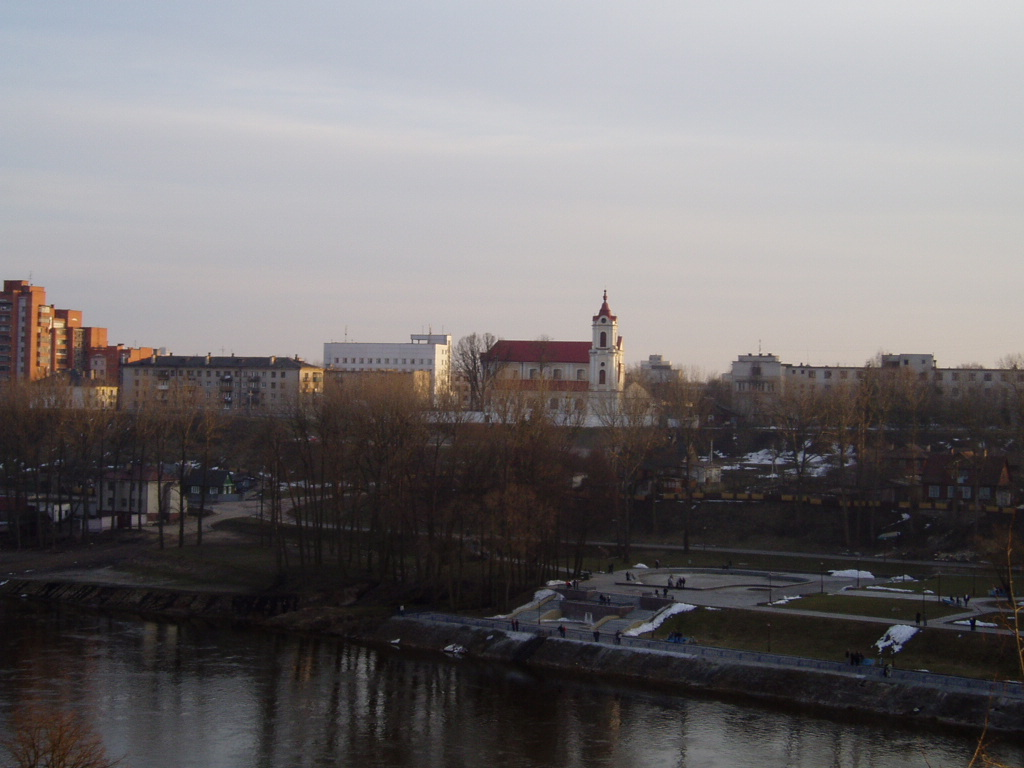
Гродно

В Великом княжестве Литовском в XIII—XIV вв. город Городен (Городня, Городенъ) являлся форпостом на границе с Тевтонским орденом. Город неоднократно отбивал атаки крестоносцев.
Городенское княжество на момент вхождения в состав Великого княжества Литовского, в отличие от других княжеств Новогородской земли, как отдельное владение не упоминается. Вероятно, в это время в Городене не было своего князя, а территорией княжества управлял наместник великого князя литовского.
В первой половине или около середины XIII века Городен и Городенское княжество вошли в состав Великого княжества Литовского. В 1241 году, во время предполагаемого княжения Юрия Глебовича, город был разорён татарами (некоторые авторы сведения о разорении Городена татарами в 1241 году считают не соответствующими действительности). С 1252 года в составе Литвы. В ходе борьбы галицко-волынских князей за земли Верхнего Понеманья окрестности города не раз опустошала дружина князя Даниила Галицкого, а начиная с 1284 года — войска Тевтонского ордена и крестоносцев. С 1284 года и до конца XIV века Городен и Городенский замок находились на одном из стратегических направлений ударов Тевтонского ордена во время войн ордена с Великим княжеством Литовским. Примерно в 1300 году каштеляном (старостой) Городена становится знаменитый Давид Городенский из ближайшего окружения великого князя Гедимина. Под его руководством город отражал все атаки крестоносцев.
Городенское княжество было восстановлено после смерти великого князя Гедимина (1341 год), как один из уделов его сына Кейстута. Кейстут передал его своему сыну Патергу, который в 1365 году возглавлял защиту Городена от крестоносцев. С конца 1370-х годов княжество принадлежало Витовту, который был лишён его после поражения Кейстута в междоусобной борьбе с Ягайло в 1382 году. В 1384 году Городенское княжество было возвращено Витовту.
Около 1376 года Городен перешёл во владение князя Витовта, который после 1392 года сделал этот город своей второй «столицей» (после Трок), а Гродненское княжество присоединил к Трокскому княжеству; Городенская хоругвь (полк) в составе войска Великого княжества Литовского участвовала в Грюнвальдской битве. Городен упоминается в летописном «Списке русских городов дальних и ближних» (конец XIV века).

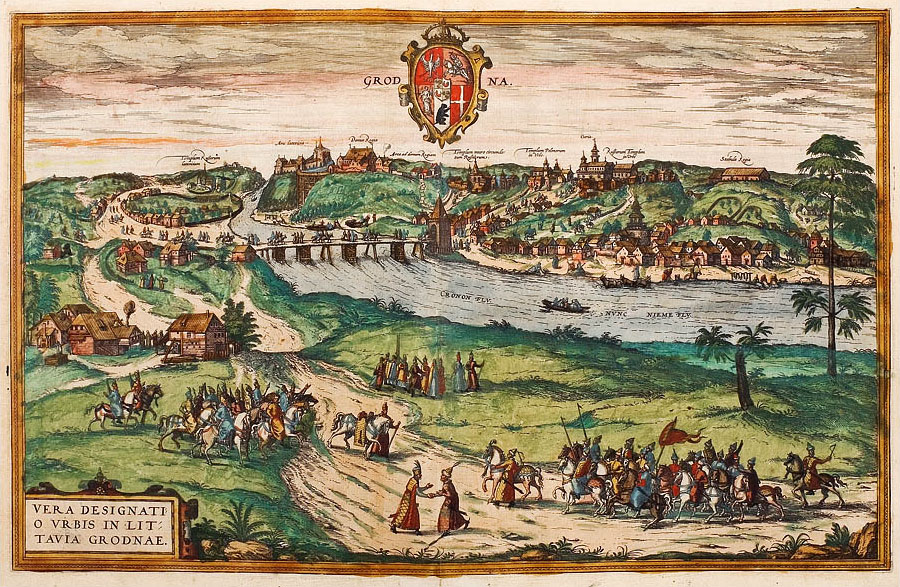
Гродно на немецкой гравюре конца XVI века

После прихода Витовта к власти в Великом княжестве Литовском (1392 год) Городенское княжество стало непосредственным великокняжеским владением и было преобразовано в наместничество. В конце XIV столетия, в процессе преобразования бывших удельных княжеств в воеводства, которое осуществлял Витовт, был образован Городенский повет.
Согласно заключённой в 1413 году Городельской унии, в Литве вводилось одинаковое с Польшей административное деление (в связи с чем учреждались должности виленских и трокских воевод и кастелянов). С 1413 года Городенский повет входил в Трокское воеводство, которое было образовано из Городенского и Трокского княжеств, а Гродно как центр Городенского повета стал поветовым городом Трокского воеводства.
В 1486 году в Городене был построен пешеходный мост, который соединил две части города, а в 1570 году появилось первое упоминание об организации цехов в Городене.
Гродненский сейм 1793 года, на основе Городенского повета Трокского воеводства, создал Гродненское воеводство с центром в Гродно. Это воеводство не делилось на поветы (уезды). 27 мая 1793 года в Гродно в здании Нового замка состоялся последний сейм Речи Посполитой (так называемый «Гродненский сейм»), утвердивший второй раздел Речи Посполитой, отменивший Конституцию 3 мая. В 1795 году, в результате третьего раздела Речи Посполитой, восточная часть воеводства, в том числе и Гродно, была присоединена к Российской империи.
27 мая 1793 года в Гродно, в здании Нового замка состоялся последний польско-литовский сейм (т. н. «Немой сейм»), утвердивший второй раздел Речи Посполитой.
В 1794 году Гродно было одним из очагов восстания Тадеуша Костюшко.
В Гродно состоялось отречение от престола последнего короля польского и великого князя литовского Станислава II Августа Понятовского.

### Городская среда

Олень Святого Губерта

В 1391 году, вторым (на территории современной Республики Беларусь) после Берестья, городу было даровано неполное, а в 1496 году — полное магдебургское право. Полное магдебургское право Городену дал князь Казимир. Официально город получил магдебургское право в 1496 году, когда князь Александр подтвердил привилей Казимира.
Начиная с этого времени город обзавёлся магистратом, который выполнял судебные и полицейские функции. Рада в городе состояла из 11 радцов, а в лаву входило 12 лавников. Раду возглавляли два бургомистра — православный и католик.
Согласно магдебургскому праву город должен был иметь свой герб и печать. Самая ранняя гродненская печать относится к 1540 году, на которой было написано «Sigillum consulum civitates Grodnensis» («Печать совета городского Гродненского»). Герб представлял собой изображением оленя с золотым крестом между рогами, перепрыгивающего через ограду («Олень св. Губерта»).

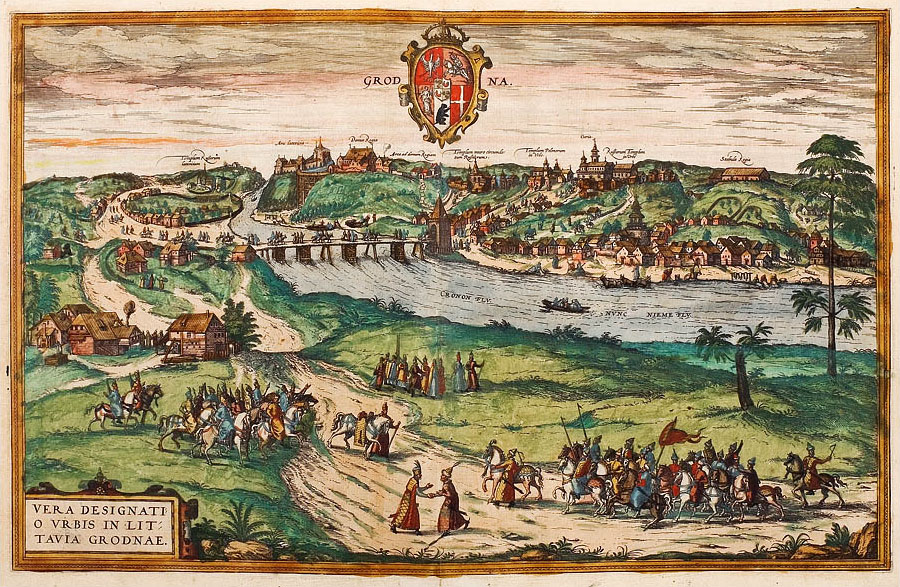
Встреча русского посольства у Гродно. 1565

Польский король и великий князь литовский Стефан Баторий после 1576 года перестроил в собственную королевскую резиденцию (Старый замок) в стиле ренессанс (архитектор Ското) Гродненский замок, где прожил свои последние годы и в которой был похоронен (позднее перезахоронен в Кракове).

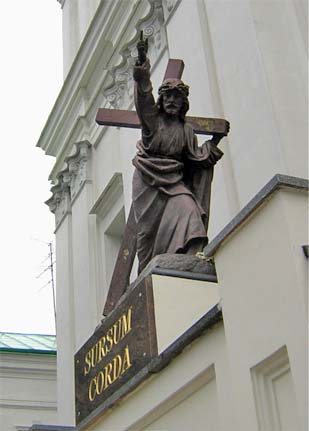
Статуя Христа перед Фарным костёлом

В XVI—XVII веках в городе бурно развивались торговля и ремёсла. После объединения православных и католических церквей в Унию в Гродно обосновались монашеские ордена иезуитов, кармелитов и бригиток. В 1623 году прибывшие годом ранее иезуиты открыли грамматикальную школу (с 1664 года - Гродненский иезуитский коллегиум). К концу XVIII века в городе было 9 костёлов и 2 униатских монастыря.
1650—1740-е годы — время экономического упадка в развитии города, что было следствием разорительных войн и углубления феодально-крепостнических отношений в Речи Посполитой. Во время войны между Россией и Речью Посполитой 1654—1667 годов город в 1655—1657 годах был захвачен русскими войсками, а в ходе шведско-польской войны 1655—1660 годов — шведскими войсками. Большой ущерб городу нанесли пожары 1675, 1720, 1750 и 1782 годов.

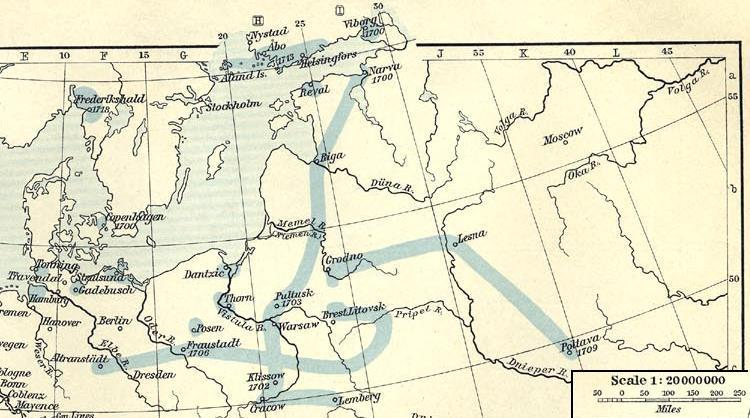
Карта действий Северной войны 1705—1706 годов

С 1678 года в Гродно достаточной регулярно стали проводить сеймы Речи Посполитой (всего одиннадцать). В XVIII веке в городе был построен т. н. Новый замок как летняя резиденция королей. Здесь же стали проводить заседания Сейма и Сената, а Гродно, по некоторым данным, получил неофициальный статус «третьей столицы» Речи Посполитой.
Во время Северной войны город в 1702—1708 годах несколько раз переходил из рук в руки, был разрушен и разграблен шведскими войсками, а в 1709—1710 годах пережил эпидемию чумы. В связи с военными действиями в районе Гродно в сентябре 1705 года сюда приезжал Пётр I и встречался в Фарном костёле с польским королём Августом II.
На территории Гродно в 1706—1707 годах действовал свой собственный монетный двор, а в 1776—1783 годах в Гродно выпускалась на польском языке первая еженедельная газета на современной территории Белоруссии — Gazeta Grodzieńska.
Демографический кризис, наступивший после Северной войны, сократил население Великого Княжества Литовского настолько, что король Речи Посполитой был вынужден позвать на постоянное проживание немецких евреев. Нужда была обусловлена тем, что из-за людских потерь практически некому было платить налоги. В силу данных обстоятельств, во многих городах ВКЛ, и в Гродно — в первую очередь, резко увеличилось количество проживающих евреев. В дальнейшем евреи стали преобладающей национальностью среди горожан.
Во второй половине XVIII века началось культурно-экономическое возрождение Гродно. В 1770—1780 годах гродненский староста, литовский надворный подскарбий Антоний Тизенгауз в городе и его окрестностях основал ряд мануфактур: суконную, полотняную, оружейную, чулочную, каретную и т. д. Им же был открыт первый в городе театр. С 1775 по 1781 год в Гродно существовала медицинская школа, а с 1781 года — окружная школа, в которой учились шляхтичи из всей тогдашней Восточной Литвы.

## Гродно в составе Российской империи

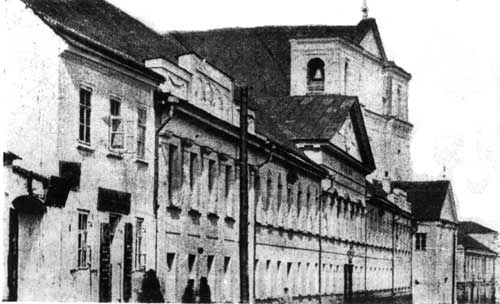
Доминиканский монастырь. XIX век

В 1801 году Гродно стал центром Гродненской губернии. Первым губернатором стал действительный статский советник Кошелев Дмитрий Родионович.
Присоединение к Российской империи и включение Гродно во всероссийский рынок способствовало дальнейшему развитию экономики города. Продолжали развиваться мануфактуры, в том числе работающие на вольнонаёмном труде. В 1803 году завершены работы по реконструкции канала Огинского, соединившего бассейны Днепра и Немана, после чего гродненская пристань стала одной из крупнейших на Немане.

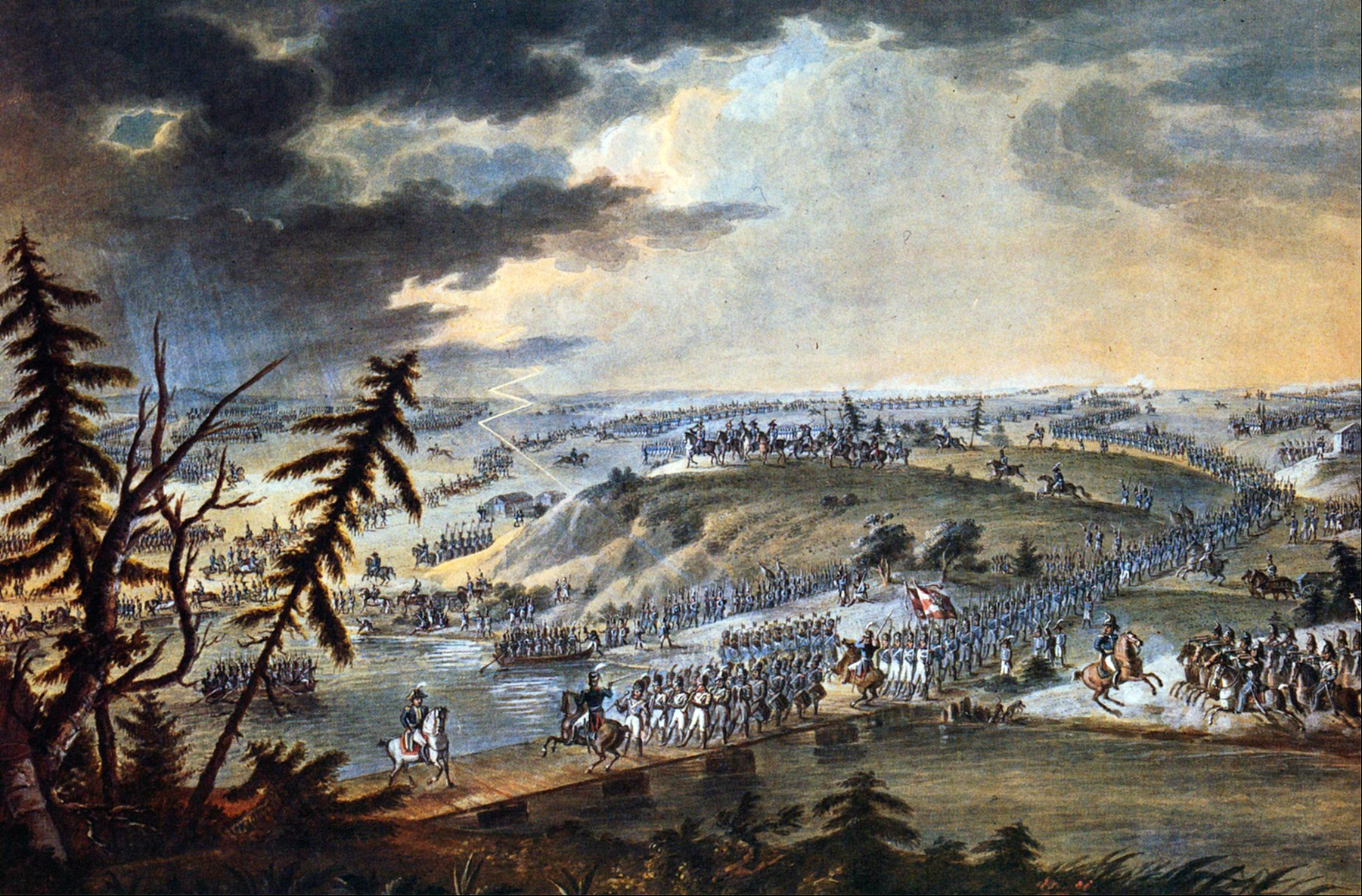
Переправа через Неман Великой армии Наполеона

22 июня 1812 года Наполеон обратился с воззванием к войскам, в котором обвинил Россию в нарушении Тильзитского соглашения и назвал нападение на Россию Второй польской войной.
28 июня 1812 года, во время Отечественной войны 1812 года, в Гродно вступили войска правого крыла Великой армии Наполеона Бонапарта.
В целом католическая община Гродненщины приветствовала приход французских войск, обещавших восстановление независимости Литовского княжества.
Гродно на короткое время вошёл в состав Литовского герцогства; в городе были созданы отряд Национальной гвардии герцогства из 290 человек и жандармерия из 856 человек, также произведён набор рекрутов в литовские пехотные и кавалерийские части. Мобилизованные в состав французской армии, они участвовали в боях с российской армией на заключительном этапе войны 1812 года, а также в кампаниях 1813 и 1814 годов.
Но не всё население Гродно поддержало прибывших французов. Многие из него были эвакуированы вместе с отступлением российской армии, а те, кто остался, вели с французами борьбу. С городом связана деятельность первой в России женщины-офицера Надежды Андреевны Дуровой, которая служила в Гродно в Литовском уланском полку, и отличилась в бою под Миром в 1812 году.
В декабре 1812 отряд партизан Дениса Давыдова взял Гродно. Городненского ксендза, более других прославлявшего Наполеона, Давыдов в наказание заставил произнести речь с восхвалением русскому императору, князю Кутузову, русскому народу с проклятием Наполеону и его армии.
На православном некрополе Гродно, по улице Антонова, был похоронен русский генерал, герой наполеоновских войн, Сергей Николаевич Ланской, павший в сражении при Краоне во Франции в 1814 году.
После укрепления позиций Российской империи в Европе, началась волна культурной и религиозной пропаганды её достижений. В XIX веке в городе наблюдалась тенденция к русификации и дискриминации польскоязычного населения, а также к усилению позиций православной церкви. Один из костёлов — Фара Витовта — был превращён в православный Софийский собор, монастырь бернардинок, основанный в 1621 году — в Борисоглебский мужской монастырь, униатский женский монастырь базилианок (основан в 1633 году) — в Рождество-Богородичный женский монастырь. Из всех католических монастырей было оставлено два: францисканский мужской и бригитский женский.
Во время Польского восстания 1830—1831 годов в районе Гродно действовали отряды повстанцев.

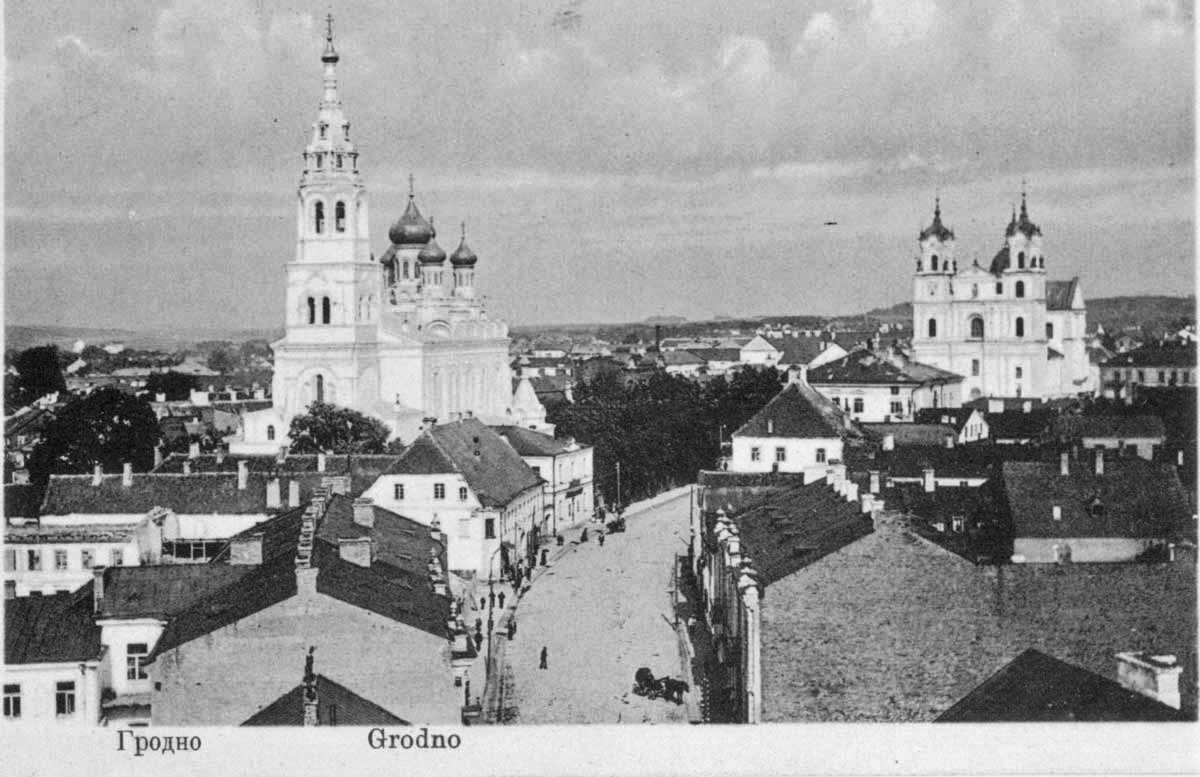
Вид с пожарной каланчи на центр Гродно до 1918 года

После отмены в России крепостного права в 1861 году Гродно развивался как один из крупнейших промышленных центров Северо-Западного края.
В 1862 году через город прошла Петербурго-Варшавская железная дорога, способствовавшая развитию ремесленных мастерских, деревообрабатывающей и табачной промышленности; в 1861 году при строительстве железной дороги построен однопутный железнодорожный мост через Неман.
В 1863 году Гродненская губерния была затронута восстанием под руководством Кастуся Калиновского. Калиновский вместе с Валерием Врублевским создал в Гродно боевую организацию «Гродненский подпольный комитет».
1885 году исторический центр Гродно был разрушен в результате большого пожара. В 1907 году начато строительство первого железобетонного шоссейного моста. Он был сдан 24 июля 1909 года.
В момент присоединения Гродно к Российской Империи там проживало до 4000 жителей; в 1816 году — 9873 жителя, из них 8422 иудея и 1451 христианин; в 1856 году — 18 386 жителей; в 1891 году — 49 952 жителя (в том числе 6737 военнослужащих гарнизона, 1843 бессрочноотпускных, 520 отставных нижних чинов, 133 солдатских детей и 307 иностранных подданных), из них иудеев 29 779, православных 11 497, католиков 8243, протестантов 281, магометан 152. В переписи 1897 года родным языком указали: еврейский — 22 384 (на 1 мужчину приходилось 1,07 женщины), русский — 10 515 (при этом на 3 мужчин приходилась лишь 1 женщина), польский — 6 814 (напротив, на 1 мужчину приходилось 1,15 женщины), белорусский — 5 434 человек (на 2 мужчин приходилась 1 женщина). Диспропорции в соотношении полов у русских и белорусов в Гродно объясняются тем, что значительную их часть составляли не местные жители, а воинские контингенты, которые не имели в городе своих семей. К исходу XIX века в городе были 2 гимназии (мужская и женская), несколько училищ, городской театр, 3 клуба, 4 типографии, 6 библиотек, 5 банкирских контор, 56 фабрик и заводов (в том числе чугунолитейный завод), 3 лечебницы и 4 аптеки.

## Гродно в эпоху Первой мировой и революций

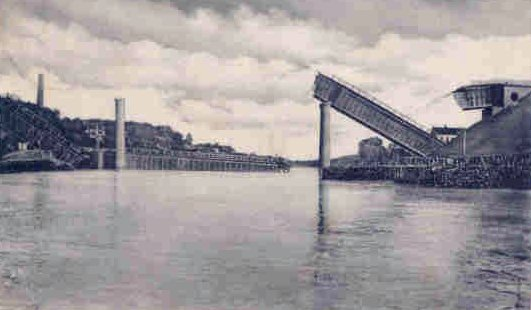
Разрушенный железнодорожный мост через Неман в Гродно. 1915 год

В 1912 году в Гродно была построена дизельная электростанция с двумя генераторами постоянного тока. К 1915 году в Гродненской губернии было построено 99 электрических станций суммарной мощностью более 6360 кВт.
С 1902 года по 1903 год гродненским губернатором был Пётр Аркадьевич Столыпин. На второй день работы он закрыл Польский клуб, где господствовали «повстанческие настроения».
В 1912 году императором Николаем II был подписан указ о строительстве в Гродно фортовой крепости. Строительные работы продолжались вплоть до августа 1915 года. В ходе Первой мировой войны в сентябре 1915 года город был захвачен германской армией; при отступлении русские войска уничтожили шоссейный, железнодорожный и три деревянных моста. Практически все укрепления крепости также были взорваны.
1 декабря 1918 года город Гродно вместе с Гродненской губернией вошёл в состав Литвы, а 10 апреля 1919 года был занят Польшей.
По условиям мирного договора между Литовской Республикой и РСФСР от 12 июля 1920 года (оставался в силе до октября 1939 года) Гродно должен был отойти к Литве. В ходе советско-польской войны уже признанный за Литвой город в июле 1920 года заняла Красная армия, которая удерживала город 4 месяца, но в октябре он был вновь занят польскими войсками.

## Гродно в составе Польши

Герб Гродно в составе Польской Республики

В 1921 году город согласно Рижскому мирному договору отошёл к Польше. Административная и экономическая активность в городе упали, фактически перейдя к Белостоку, в который была перенесена столица воеводства. К концу 1920-х годов в городе удалось восстановить промышленность и инфраструктуру. В частности, были созданы Кресовая фабрика велосипедов и мотоциклов «Неман», пивоварни Марголиса, Слуцкого, Дойлиды. Уже к 1926 году население города составляло 40 тысяч человек, по сравнению с 34 тысячами (1921), а к 1931 году составляло уже 49 тысяч человек.
Польское правительство в начале 1930-х годов начало проводить политику полонизации и ассимиляции национальных и религиозных меньшинств. В связи с обострившейся ситуацией на территории Западной Белоруссии, в том числе и в Гродно, к началу Второй мировой войны не осталось ни одной белорусской школы. Польскими властями было запрещено преподавание в школах на белорусском языке.

## Вторая мировая война
22 сентября 1939 года, при разделе Польши Германией и СССР, Гродно после двухдневной обороны был занят Красной армией, расстрелявшей 300 пленных защитников города; после этого в городе прошёл совместный советско-германский «парад победы», который с советской стороны принимал В. И. Чуйков. Некоторые источники опровергают это, утверждая, что: совместных парадов не было, либо они не были совместными, а были последовательными.
На кадрах кинохроники не показано совместного парада, кадры являются подборкой, и нет кадров, где танки или солдаты РККА проходят мимо помоста с немецкими офицерами. Более того, это кадры того, что выдают за совместный парад в Бресте.. Наконец, вермахт в 39-м году в Гродно не был.
На присоединённых территориях Западной Белоруссии и Западной Украины, в том числе и Гродно, была проведена серия арестов и массовых депортаций в Сибирь и Казахстан, в последний раз — буквально за 2 дня до нападения Германии. Тем не менее, благодаря Польскому походу РККА, Западная Белоруссия, включая Белосток и Гродно, воссоединились с Белорусской ССР, и белорусы перестали быть разделённым народом.
22 февраля 1940 года по решению Совета народных комиссаров БССР в Гродно был основан учительский институт, развитие которого было прервано Великой Отечественной войной. В 1944 году он был преобразован в педагогический институт, а с 1978 года его статус был повышен до университета.
Сразу же после начала Великой Отечественной войны Гродно был захвачен войсками гитлеровской Германии (в ночь с 22 на 23 июня 1941 года). 24 июня 1941 года, на третий день после начала Великой Отечественной войны, Гродно был захвачен немецкими войсками. Во время оккупации евреи города были согнаны в два гетто в городе, и концлагерь недалеко от Фолюша, где почти все были убиты. Всего за время нахождения города под управлением гитлеровской администрации было уничтожено примерно 33 000 человек. Остальные жители города были отправлены в концентрационные лагеря в Польшу. Гродно был центром партизанского движения и подпольного движения, в области действовало около 17 тысяч партизан. По неполным данным, за 3 года партизаны и диверсионные группы уничтожили более 62 тысяч гитлеровских солдат и офицеров, 139 танков, взорвали более 1 тысячи эшелонов с грузами и живой силой противника.
В ходе Вильнюсской и Белостокской операции 1944 года город был освобождён войсками 3-го Белорусского фронта (16 июля).
Во время освобождения города, 16 июля, немецкими войсками был взорван шоссейный мост через Неман.

## Гродно в составе Советского Союза
После освобождения от германской оккупации в июле 1944 года, жителями города был создан комитет, который предпринимал действия с целью вернуть Гродно в состав Польши, организуя направление обращений с данной просьбой бывших польских граждан в польские учреждения. Однако в городе были восстановлены органы власти СССР. С сентября 1944 года Гродно — центр Гродненской области Белорусской ССР. Хотя город сильно пострадал в результате войны, бо́льшую часть достопримечательностей города удалось сохранить.
В феврале 1945 года на Ялтинской конференции советские власти согласились передать Польше территории к западу от линии Керзона. Линия возле Гродно проходила вдоль реки Неман, оставляя на польской стороне левобережную часть города. В действительности, однако, граница на этом участке была установлена в среднем на 15-22 км западнее линии Керзона, так что весь Гродно остался в составе Белорусской ССР. В Гродно окружной прокуратурой, действовавшей на территории довоенного Гродненского повета, по состоянию на 15 сентября 1945 года были зарегистрированы 98 985 человек кандидатов на репатриацию в Польшу, из них реально выехали в Польшу 23,3 %. На рубеже 1945/1946 годов регистрация была возобновлена, и охватила 143,3 тыс. человек, из которых репатриировались 20,4 %.
В 1961 году, в рамках всесоюзной кампании по борьбе с религией, советские власти приказали взорвать старый костёл XIV века (Фара Витовта), официально по причине его аварийного состояния. Также в послевоенный период было снесено значительное число исторических зданий, был разобран женский монастырь бернардинок, на месте которого в 1977—1984 возвели здание областного драматического театра, ряд других достопримечательностей. В планах реконструкции города, которые принимались в 1960-х годах, был полный снос некоторых исторических кварталов, однако им не суждено было сбыться.
Быстрое восстановление разрушенной немецкими войсками промышленности и активное строительство инфраструктуры (в том числе водоотведения) способствовало развитию города. Довоенного уровня население города достигло лишь в середине 1950-х годов. В этот период город стал превращаться в крупный центр промышленности на западе БССР, число жителей к 1988 году увеличилось в 5 раз по сравнению с 1939 годом.
30 октября 1949 года был восстановлен шоссейный мост через Неман. В 1971 году построили новый мост через Неман, соединяющий улицы Поповича и Весеннюю, в 1991 году — Румлевский мост.
25 сентября 1978 года Гродно был награждён орденом Трудового Красного Знамени, за огромные успехи, достигнутые в хозяйственном и культурном строительстве, а также за 850-летие со дня основание города.

## В составе Республики Беларусь

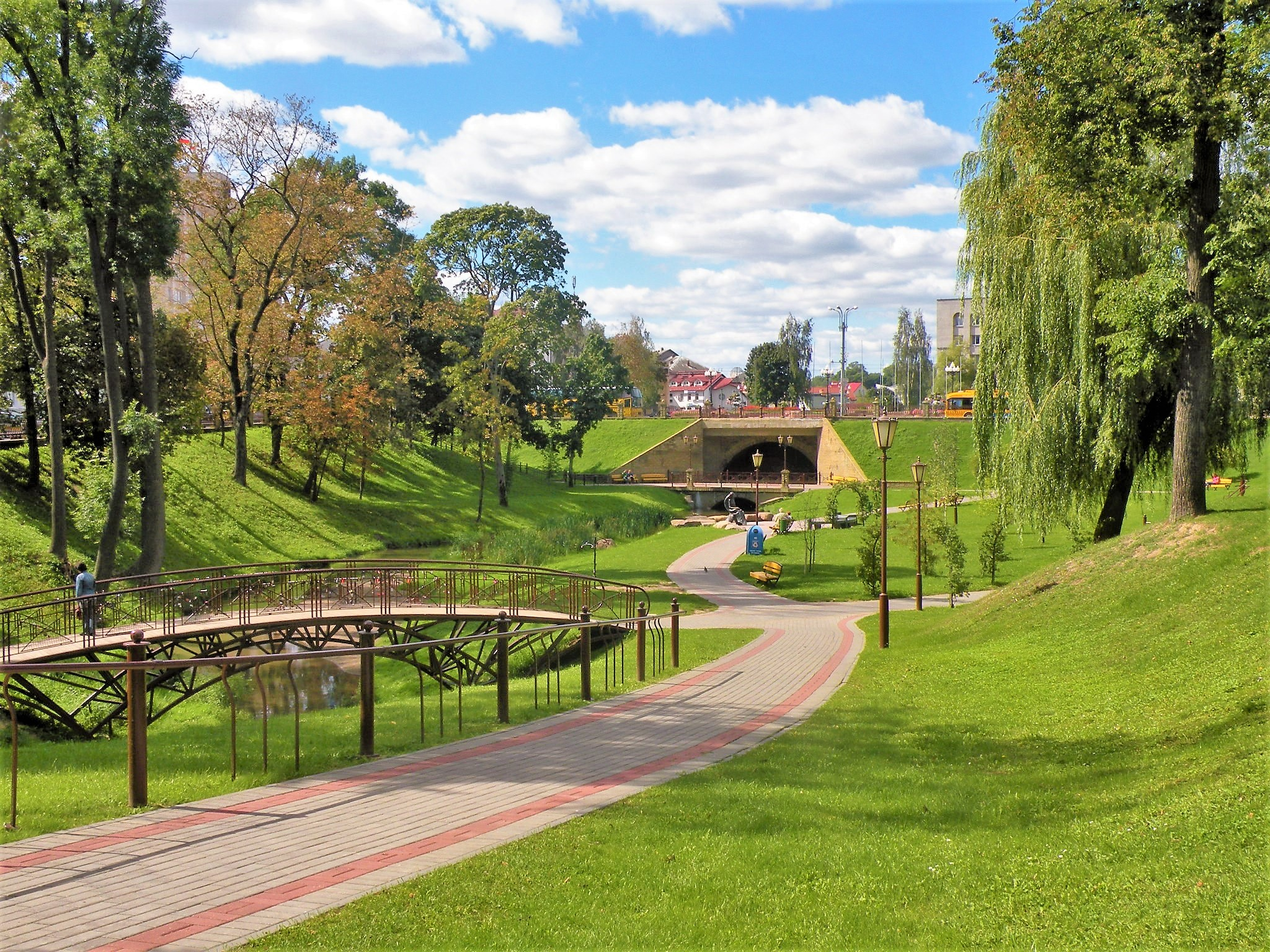
В парке культуры и отдыха имени Жана Эммануэля Жилибера

С 1991 года Гродно в составе Республики Беларусь.
2001: Советом Министров Республики Беларусь было принято решение о возведении Мемориального ансамбля воинам-пограничникам. Мемориал был торжественно открыт 22 июня 2004 года.
2003: В рамках программы по благоустройству белорусских городов начаты активные работы по восстановлению исторического облика города. Восстановлены ботанический сад и так называемая «Швейцарская долина» на территории парка имени Жилибера, обновлён Коложский парк; в 2006 году завершена реконструкция центральной (Советской) городской площади, пешеходной Советской улицы и других объектов, запланирована реконструкция замков и Коложской церкви, правда, необоснованно снесено несколько старых зданий. Обсуждается вопрос о восстановлении фасада ратуши и Фары Витовта, однако основной проблемой является нерешённость главного вопроса: к какой конфессии будет принадлежать реконструированный храм.
2006: Учреждён флаг города Гродно (Указ Президента Республики Беларусь от 17 июля 2006 г. № 455).
2008: 2 мая 2008 года территория города была увеличена за счёт присоединения ближайших населённых пунктов (деревни Аульс, Барановичи, Вишневец, Головичи, Грандичи, Девятовка, Дмитриевка, Дуброва, Заболоть, Зарица, Колбасино, Кульбаки, Лапенки, Лососна, Малаховичи, Малыщина, Новики, Островок-2, Подкрыжаки, Понемунь, Скоморошки, Солы и Чещавляны, посёлки Фабричный и Южный).
В 2008 году завершена реконструкция Старого моста через реку Неман. Реконструкция увеличила пропускную способность моста, расширив его до четырёх полос.
2009: В связи с празднованием 65-й годовщины освобождения Республики Беларусь от немецко-фашистских захватчиков и в целях увековечения подвига воинов Красной Армии, партизан и подпольщиков Гродно награждён вымпелом «За мужнасць і стойкасць у гады Вялікай Айчыннай вайны» (Указ Президента Республики Беларусь от 29 июня 2009 г. № 355).
2011: Часть дер. Большая Ольшанка Гродненского района включена в городскую черту Гродно.
2012: 1 июня 2012 года была открыта первая кольцевая дорога вокруг города, общая протяжённость которой составляет 20,3 км.
2014: Гродно объявлен Культурной столицей Республики Беларусь.
2019: 18 мая 2019 года Гродно принял эстафету огня II Европейских игр.
2021: Гродно присуждён статус "Молодёжная столица Беларуси-2021". Открыт автомобильный мост Восточный через Неман.
2023: После ремонта открыт Поповичский мост. Гродно отмечает 895-летие.
Один раз в два года в Гродно проходит Республиканский фестиваль национальных культур.